# Комарівка (зупинний пункт, Білорусь)
Комарівка (біл. Камароўка) — зупинний пункт Берестейського відділення Білоруської залізниці в Берестейському районі Берестейської області. Розташований у селі Комарівка; на лінії Берестя-Південний — Влодава, поміж зупинним пунктом Селяхи і станцією Влодава.